# Herbert Schnapka

Herbert Schnapka

Herbert Schnapka (* 16. Juli 1911 in Zabrze (1915–1946: Hindenburg O.S.); † 18. April 2003 in Bochum) war ein deutscher Industrieller und Mäzen des Reitsports.

## Leben
Er studierte Volkswirtschaft in Breslau und Berlin, bevor er bei der Rhenania-Ossag – 
einem Vorläufer der deutschen Shell – arbeitete. Nach dem Zweiten Weltkrieg wurde er Teilhaber des Bochumer Chemie- und Handelskontors, bevor er die auf den Handel mit russischem Öl spezialisierte Bochumer Mineralölgesellschaft (BOMIN) gründete.
Seine Liebe zu Pferden entdeckte er schon, als er 1927 auf dem Hof der Eltern mit dem Reiten begann. Schnapka unterhielt später das Gestüt Nehmten bei Plön, auf dem zu besten Zeiten bis zu 150 Pferde standen, sowie den Zuchtstall Ferrans Stud Farm bei Kilcock in Irland. Seine Pferde wurden unter anderem von Paul Schockemöhle, Hermann Schridde, Gerd Wiltfang und Hartwig Steenken geritten; viele deutsche Olympiasieger und das von Steenken gerittene Weltmeisterpferd Simona kamen aus den Nehmter Ställen.
Auch nach der Auflösung der BOMIN unterhielt Dr. Herbert Schnapka als pakistanischer Generalkonsul bis kurz vor seinem Tod noch ein Büro an der Königsallee in Düsseldorf. Er starb im Alter von 91 Jahren.